# The Letter Black
The Letter Black (раніше відомий як Breaking the Silence) — музичний гурт з США, який грає християнський рок. До складу гурту входять Сара Ентоні (вокал), її чоловік Марк Ентоні (бек-вокал, гітара), Тейлор Керролл (ударні) і Метт Біл (бас-гітара).

## Історія гурту
Сара і Марк Ентоні почали свою музичну кар'єру з виступів у місцевій церкві як дует під назвою Breaking the Silence. Коли склад гурту розширився, вони записали свій перший альбом Stand під тією ж назвою. Коли музиканти підписали контракт зі звукозаписним лейблом Tooth and Nail Records, вони змінили назву на The Letter Black.
Гурт дає понад 150 концертів на рік і виступав на одній сцені з Skillet, Decyfer Down, RED, Hawk Nelson і Thousand Foot Krutch. На стиль і тематику пісень гурту вплинула творчість гуртів Sevendust, Metallica, Pantera, Megadeth і Аланіс Моріссетт.

## Hanging On by a Thread (2009— теперішній час)
Перший альбом гурту після зміни назви «Hanging On by a Thread» був виданий 4 травня 2010, в той же день The Letter Black піднялися на 9 місце в списку рок-гуртів на iTunes.

## Дискографія

### Студійні альбоми
| Рік  | Назва                                  | Лейбл            | Позиції в чартах | Позиції в чартах        | Продажі |
| Рік  | Назва                                  | Лейбл            | US Billboard 200 | US Top Christian Albums | Продажі |
| ---- | -------------------------------------- | ---------------- | ---------------- | ----------------------- | ------- |
| 2007 | Stand (під ім'ям Breaking the Silence) | Незалежний лейбл |                  |                         |         |
| 2010 | Hanging On by a Thread                 | Tooth and Nail   | 183              | 10                      |         |
| 2013 | Rebuild                                | Tooth and Nail   |                  | 32                      |         |
| 2017 | Pain                                   | EMP Label Group  |                  | 6                       |         |

### EP
- Breaking the Silence EP (2009)

### Сингли
| Рік  | Назва                    | Christian Songs Chart | Альбом                  |
| ---- | ------------------------ | --------------------- | ----------------------- |
| 2009 | «Best of Me»             |                       | Breaking the Silence EP |
| 2010 | «Hanging on by a Thread» | 46                    | Hanging On by a Thread  |
| 2010 | «Believe»                |                       | Hanging On by a Thread  |
| 2011 | «Fire with Fire»         |                       | Hanging On by a Thread  |

## Склад гурту
Теперішній склад
- Сара Ентоні — вокал (2006 — донині)
- Марк Ентоні — бек-вокал, гітара (2006 — донині)
- Метт Біл — бас-гітара (2006 — донині)
- Тейлор Керролл — ударні (2011 — донині)

Колишні учасники
- Террі Джонсон — гітара (2006—2009)
- Мет Слегл — ударні (2006—2011)
- Адам ДеФранк — ударні

Запрошувані музиканти
- Тай Дітзлер — гітара (2009)